# Акпа
Акпа, або Ібом Ісі — найбільший клан народу ігбо у штаті Крос-Ривер, Східна Нігерія.

## Територія проживання, походження і етнонім
Люди акпа проживають у східнонігерійському штаті Крос-Ривер в містах та їх околицях — Ібом та Арочукву.
Вважається, що цей клан ігбо походить з субетносу ігбо аро, які своєю чергою є вихідцями з земель екої, зокрема місцевості навколо Калабару.
Етимологія етноніму акпа пов'язана з ім'ям їх популярного правителя.

## Історія
Під час міжетнічних протистоянь ігбо, зокрема аро та ібібіо (т. зв. аро—ібібіо війни) протягом XVII—XIX століть ватажок народу ігбо на ім'я Окенначі (Okennachi) запросив правителів Осіма та Акуму Нхубі (Osim and Akuma Nnubi) з земель сучасного сходу штату Крос-Ривер приєднатися до його боротьби з ібібіо, пообіцявши на заміну землі. Правителі Нхубі прийняли запрошення і привели своїх людей, відомих як акпа, озброєних рушницями, у сьогоденне місто Арочукву. Разом з ігбо-аро акпа перемогли ібібіо і змусили покинути їх цей район. Люди акпа залишилися дотепер, переважно у Ібомі та його околицях. Свого часу вони значно вплинули на формування культури ігбо штату Крос-Ривер. Пізніше акпа були поглинуті більш могутніми ігбо, ставши компонентою етногенезу ігбо цього регіону.